# 지바 스즈
지바 스즈(일본어: 千葉 すず, ちば すず, 1975년 8월 11일~)는 일본의 수영 선수이다. 1992년과 1996년 하계 올림픽에 참가했으며, 1991년 세계 수영 선수권 대회 400m 자유형에서 동메달을 획득했다.

## 생애
요코하마 호도가야구에서 태어난 지바는 5세 때 수영을 시작했다.
1992년 스페인 바르셀로나에서 열린 1992년 하계 올림픽에 참가하여 200m 자유형에서 6위를 했다. 1995년에는 미국 애틀랜타에서 열린 1995년 범태평양 선수권 대회 200m 자유형에서 금메달을 획득하는 등 1996년 하계 올림픽의 유력한 우승 후보로 주목을 받았다.
1996년 애틀랜타 올림픽 본선에서는 200m 자유형에서 10위, 400m 자유형에서 13위에 머물렀다.